# Dusona splenditor
Dusona splenditor là một loài tò vò trong họ Ichneumonidae.